# Bells Falls
Die Bells Falls (Maori Te Rere o Tahurangi) sind ein Wasserfall im Egmont-Nationalpark in der Region Taranaki auf der Nordinsel Neuseelands. An der Nordflanke des Vulkans Mount Taranaki liegt er im Lauf des Minarapa Stream, der einige hundert Meter hinter dem Wasserfall in den Hangatahua River übergeht. Seine Fallhöhe beträgt rund 30 Meter.
Am östlichen Ende der Puniho Road in der Ortschaft Newall befindet sich ein Parkplatz. Von hier aus beginnt der Puniho Track, über den nach einer Gehzeit von rund zwei Stunden der Around the Mountain Circuit gekreuzt wird. Letzterer führt nach weiteren zwei Stunden zum Wasserfall.